# EHC Lustenau
Der EHC Lustenau ist ein österreichischer Eishockeyverein aus Lustenau (Vorarlberg), der momentan in der zweitklassigen Alps Hockey League (AlpsHL) spielt. Die größten Erfolge der Lustenauer sind neun Meistertitel in der österreichischen Nationalliga. Langjähriger Obmann, Manager und sportlicher Leiter war Werner Alfare, der nach der Saison 2010/11 nach über 30 Jahren zurücktrat. Es wurde eine Gruppe von Nachfolgern gefunden, womit die Fortführung des Vereins gesichert wurde.

## Geschichte
Der Verein entstand ursprünglich als Eishockeysektion des SC Austria Lustenau, die zu Beginn in der Vorarlberger Landesliga spielte. 1970 wurde der EHC Lustenau als eigenständiger Eishockeyverein gegründet und nahm an der Arlbergliga bzw. der damaligen Oberliga teil, die später zur Nationalliga wurde. Ein weiterer Meilenstein war die Eröffnung der Rheinhalle im Jahr 1972, die seither Austragungsort der Heimspiele des EHC ist.
Nach dem Oberliga-Meistertitel in der Saison 1981/82 wagte der Verein den Aufstieg in die höchste österreichische Liga (Bundesliga), stieg jedoch nach einem letzten Tabellenplatz schon in der nächsten Saison wieder ab. Bereits in der folgenden Saison sicherten sich die Lustenauer mit dem Oberliga-Meistertitel 1983/84 den Wiederaufstieg – es folgten sechs Saisons in der Bundesliga, nach der Saison 1989/90 musste man jedoch erneut absteigen. Trotz finanzieller Probleme, Konkursantrag und Zwangsausgleich nach dieser Saison konnte der Eishockeyverein weitergeführt werden.
In der Saison 1991/92 gewannen die Lustenauer erneut den Nationalliga-Meistertitel, verzichteten jedoch auf den Aufstieg in die Bundesliga. Durch die Zusammenlegung von Bundes- und Nationalliga spielte der EHC Lustenau ab der Saison 1994/95 wieder in der Bundesliga, stieg nach zwei Saisons aber freiwillig in die wieder spielende Nationalliga ab. In der Saison 1996/97 gewann der Verein erneut den Meistertitel der Nationalliga.

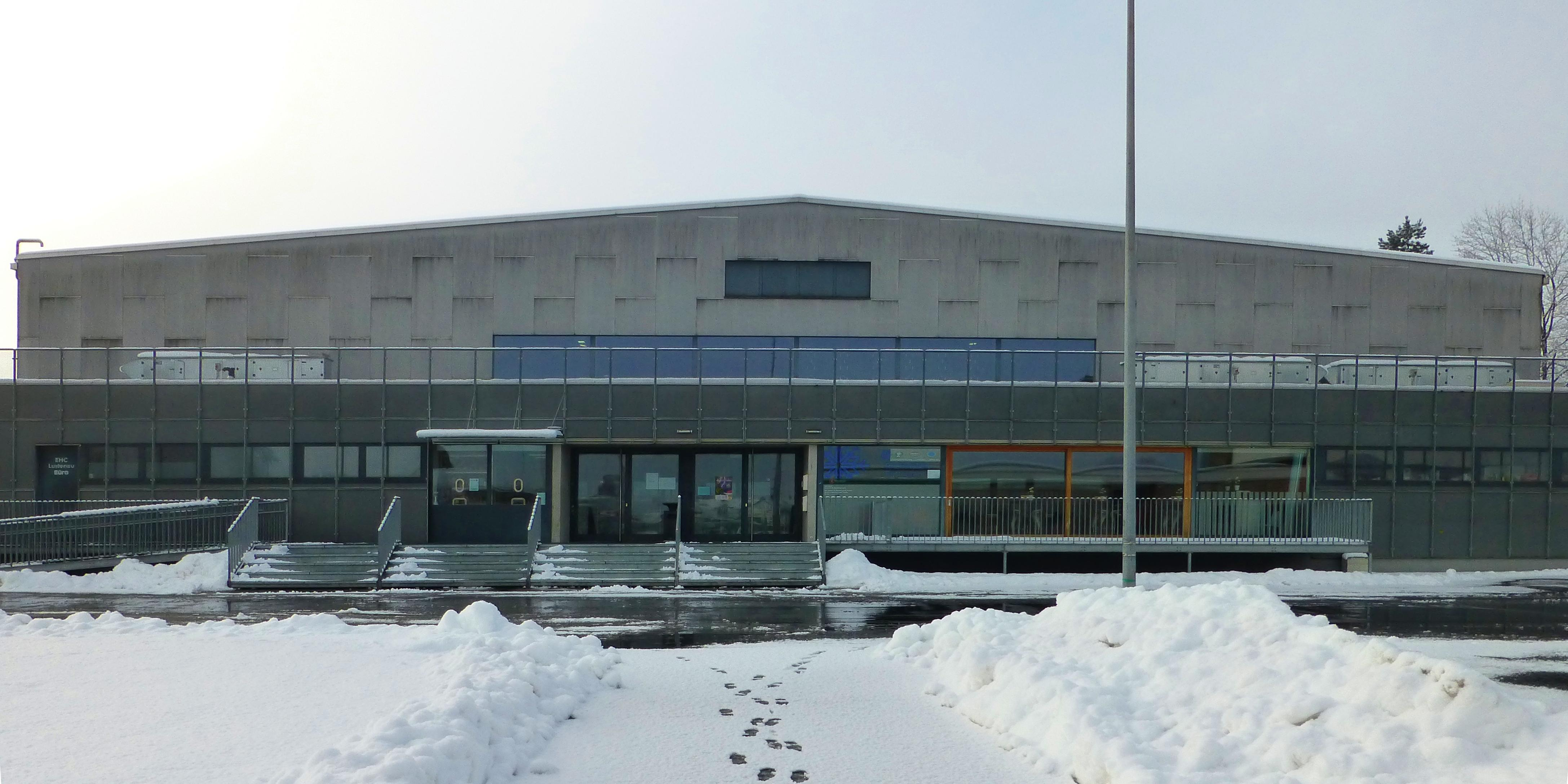
Rheinhalle Lustenau

Ab der Saison 2000/01 spielte Lustenau wieder in der neu gegründeten Uniqa Eishockeybundesliga mit, aus finanziellen Gründen zog der Verein sich mit Beginn der Saison 2003/04 wieder in die Nationalliga zurück. In der Saison 2005/06 gelang dem EHC Lustenau der siebente Nationalliga-Meistertitel in der Klubgeschichte. In der Saison 2008/09 folgte der achte Nationalliga-Meistertitel. Nach 6 eher durchwachsenen Saisonen konnte in der Saison 2014/15 der neunte Meistertitel – inzwischen in der 2012 gegründeten Inter-National-League (INL) – mit einem Sweep im Playoff-Finale gegen VEU Feldkirch eingefahren werden. Ab der Saison 2016/17 spielte der EHC Lustenau in der multinationalen Alps Hockey League.
2024 zog sich der Club aus finanziellen und strategischen Gründen aus der Alps Hockey League zurück und spielt seither in der 2021 gegründeten Ö Eishockey Liga.

### Zurückgezogene Trikotnummern
- #29  Siegfried „Sigi“ Haberl
- #40  Toni Saarinen